# Dean Koontz
Dean Ray Koontz (Everett (Pennsylvania), 9 juli 1945) is een Amerikaans fictieschrijver, vooral bekend om zijn populaire thrillers, waar hij vaak elementen van horror, fantasie, science fiction, mysterie en satire in verwerkt. Koontz schreef aan het begin van zijn carrière onder verschillende pseudoniemen, waaronder "David Axton", "Deanna Dwyer" , "K.R. Dwyer" , "Leigh Nichols" en "Brian Coffey".
Hij heeft meer dan 105 romans gepubliceerd, enkele novelles en een collectie van korte verhalen. Van zijn werk zijn meer dan 500 miljoen exemplaren verkocht.

### Romans
| titel                           | titel                                | jaar                                           | opmerkingen                                             | pseudoniem schrijver |
| Engels                          | Nederland                            | jaar                                           | opmerkingen                                             | pseudoniem schrijver |
| ------------------------------- | ------------------------------------ | ---------------------------------------------- | ------------------------------------------------------- | -------------------- |
| The Night Window                | titel nog onbekend                   | 2019                                           | Jane-Hawk-reeks, deel 5                                 |                      |
| The Forbidden Door              | titel nog onbekend                   | 2018                                           | Jane-Hawk-reeks, deel 4                                 |                      |
| The Crooked Staircase           | titel nog onbekend                   | 2018                                           | Jane-Hawk-reeks, deel 3                                 |                      |
| The Whispering Room             | titel nog onbekend                   | 2017                                           | Jane-Hawk-reeks, deel 2                                 |                      |
| The Silent Corner               | titel nog onbekend                   | 2017                                           | Jane-Hawk-reeks, deel 1                                 |                      |
| Ashley Bell                     | titel nog onbekend                   | 2016                                           |                                                         |                      |
| Saint Odd                       | titel nog onbekend                   | 2016                                           | laatste boek in de Odd-Thomas-reeks                     |                      |
| The City                        | De Stad                              | juli 2015                                      |                                                         |                      |
| Innocence                       | Onschuld                             | februari 2014                                  |                                                         |                      |
| Deeply Odd                      | De Lifter                            | 2013                                           | Odd-Thomas-reeks                                        |                      |
| Odd Interlude                   | Het Motel                            | 2013                                           | Odd-Thomas-reeks                                        |                      |
| The Moonlit Mind                | titel nog onbekend                   | onbekend of deze wordt uitgegeven in Nederland | ebook, prequel voor 77 Shadow Street                    |                      |
| Odd Apocalypse                  | De Miljardair                        | 2012                                           | Odd-Thomas-reeks                                        |                      |
| The Dead Town                   | De Dodenstad                         | 2012                                           | 5e boek in de Frankenstein-reeks                        |                      |
| 77 Shadow Street                | De Vloek                             | mei 2012                                       |                                                         |                      |
| Darkness under the sun          | De ravenzwarte veer                  | november 2011                                  | Prequel voor Veertien, samengebonden met In de Val      |                      |
| What the night knows            | Veertien                             | januari 2011                                   |                                                         |                      |
| Lost Souls                      | Verloren zielen                      | januari 2011                                   | 4e boek in de Frankenstein-reeks                        |                      |
| Breathless                      | Ademloos                             | 2010                                           |                                                         |                      |
| Dead and Alive                  | De levende doden                     | 2010                                           | 3e boek in de Frankenstein-reeks                        |                      |
| Relentless                      | Het Oordeel                          | 2009                                           |                                                         |                      |
| Your heart belongs to me        | Jouw hart is van mij                 | 2009                                           |                                                         |                      |
| Odd Hours                       | De Ziener                            | 2008                                           | 4e boek in de Odd-Thomas-reeks                          |                      |
| The darkest evening of the year | De Donkerste Nacht                   | 2008                                           |                                                         |                      |
| The Good Guy                    | Wie goed doet                        | 2007                                           |                                                         |                      |
| Brother Odd                     | De Broeder                           | 2006                                           | 3e boek in de Odd-Thomas-reeks                          |                      |
| The Husband                     | De Echtgenoot                        | 2006                                           |                                                         |                      |
| Forever Odd                     | De Vriendschap                       | 2005                                           | 2e boek in de Odd-Thomas-reeks                          |                      |
| City of Night                   | Stad van de Nacht                    | 2005                                           | met Ed Gorman; 2e boek in de Frankenstein-reeks         |                      |
| Prodigal Son                    | De Verloren Zoon                     | 2005                                           | met Kevin J. Anderson; 1e boek in de Frankenstein-reeks |                      |
| Velocity                        | De Nachtmerrie                       | 2005                                           |                                                         |                      |
| Christmas is Good               |                                      | 2004                                           | met de hond Trixie Koontz                               |                      |
| Life Expectancy                 | Tijd van Leven                       | 2004                                           |                                                         |                      |
| Robot Santa                     |                                      | 2004                                           |                                                         |                      |
| The Taking                      | Gegrepen                             | 2004                                           |                                                         |                      |
| Life is Good                    |                                      | 2003                                           | met de hond Trixie Koontz                               |                      |
| Every Day's a Holiday           |                                      | 2003                                           |                                                         |                      |
| Odd Thomas                      | De gave                              | 2003                                           | 1e boek in de Odd-Thomas-reeks                          |                      |
| The Face                        | Spiegel van de Ziel                  | 2003                                           |                                                         |                      |
| By the Light of the Moon        | Bij het Licht van de Maan            | 2002                                           |                                                         |                      |
| One Door Away from Heaven       | Verlossing                           | 2001                                           |                                                         |                      |
| The Paper Doorway               |                                      | 2000                                           |                                                         |                      |
| From the Corner of His Eye      | Verblind                             | 2000                                           |                                                         |                      |
| False Memory                    | Geheugenfout                         | 1999                                           |                                                         |                      |
| Seize the Night                 | Grijp de Nacht                       | 1998                                           | Moonlight bay 2                                         |                      |
| Fear Nothing                    | Vrees Niets                          | 1998                                           | Moonlight bay 1                                         |                      |
| Sole Survivor                   | De Overlevende                       | 1997                                           |                                                         |                      |
| Demon Seed                      | Duivels Zaad                         | 1997                                           |                                                         |                      |
| Ticktock                        | Tiktak                               | 1996                                           |                                                         |                      |
| Santa's Twin                    |                                      | 1996                                           |                                                         |                      |
| Intensity                       | De sadist                            | 1996                                           |                                                         |                      |
| Strange Highways                | Eeuwig Vuur                          | 1996                                           |                                                         |                      |
| Chase                           | Schemerzone                          | 1995                                           |                                                         |                      |
| Icebound                        | IJskerker                            | 1995                                           |                                                         |                      |
| Dark Rivers of the Heart        | Duistere stromen                     | 1994                                           |                                                         |                      |
| Winter Moon                     | Wintermaan                           | 1994                                           |                                                         |                      |
| Mr. Murder                      | Mr. Murder                           | 1993                                           |                                                         |                      |
| Dragon Tears                    | Monster Klok                         | 1993                                           |                                                         |                      |
| Hideaway                        | Onderaards                           | 1992                                           |                                                         |                      |
| Cold Fire                       | Het koude vuur                       | 1991                                           |                                                         |                      |
| The Servants of Twilight        | Dienaren van de Schemering           | 1988                                           |                                                         | Leigh Nichols        |
| Shadow Fires                    | Schaduwvuur                          | 1987                                           |                                                         | Leigh Nichols        |
| The Bad Place                   | Het Kwade Licht                      | 1990                                           |                                                         |                      |
| Trapped                         | In de Val                            | 1989                                           |                                                         |                      |
| Midnight                        | Middernacht                          | 1989                                           |                                                         |                      |
| Lightning                       | Weerlicht                            | 1988                                           |                                                         |                      |
| Oddkins                         |                                      | 1987                                           |                                                         |                      |
| Watchers                        | Het Franciscus Komplot               | 1987                                           |                                                         |                      |
| Strangers                       | Motel van de Angst                   | 1986                                           |                                                         |                      |
| Twilight Eyes                   | Schemerogen                          | 1985                                           |                                                         |                      |
| The Door to december            | De Deur naar december                | 1985                                           |                                                         | Richard Paige        |
| The Servants of Twilight        | Dienaren van de schemering           | 1984                                           |                                                         |                      |
| Darkfall                        | Schemerzone                          | 1984                                           |                                                         |                      |
| Twilight                        |                                      | 1983                                           |                                                         |                      |
| Phantoms                        | Fantomen                             | 1983                                           |                                                         |                      |
| The House of Thunder            | Het Huis van de Donder               | 1982                                           |                                                         | Leigh Nichols        |
| The Eyes of Darkness            | Ogen van Angst / Ogen der duisternis | 1981                                           |                                                         | Leigh Nichols (1981) |
| The Mask                        | Het Masker                           | 1981                                           |                                                         | Owen West            |
| Whispers                        | Gefluister                           | 1980                                           |                                                         |                      |
| The Funhouse                    |                                      | 1980                                           |                                                         | Owen West            |
| The Voice of the Night          | De stem van de nacht                 | 1980                                           |                                                         | Brian Coffey         |
| The Key to Midnight             | De Sleutel tot Middernacht           | 1979                                           |                                                         | Leigh Nichols        |
| The Face of Fear                | Gezicht van de angst                 | 1977                                           |                                                         | Brian Coffey         |
| The Vision                      | Het Visioen                          | 1977                                           | Ook verschenen in het Fries (als De fizioenen fan Mary) |                      |
| Night Chills                    | Huiveringen                          | 1976                                           |                                                         |                      |
| Invasion                        |                                      | 1975                                           |                                                         | Aaron Wolfe          |
| Dragonfly                       |                                      | 1974                                           |                                                         |                      |
| The Long Sleep                  |                                      | 1974                                           |                                                         |                      |
| Nightmare Journey               |                                      | 1974                                           |                                                         |                      |
| The Wall of Masks               |                                      | 1974                                           |                                                         |                      |
| After the Last Race             |                                      | 1974                                           |                                                         |                      |
| Strike Deep                     |                                      | 1974                                           |                                                         |                      |
| Surrounded                      |                                      | 1974                                           |                                                         |                      |
| Hanging On                      |                                      | 1973                                           |                                                         |                      |
| Shattered                       | Verbrijzeld                          | 1973                                           |                                                         | K. R. Dwyer          |
| A Werewolf Among Us             |                                      | 1973                                           |                                                         |                      |
| Blood Risk                      |                                      | 1973                                           |                                                         |                      |
| Demon Seed                      | Duivels Zaad                         | 1973                                           |                                                         |                      |
| The Haunted Earth               |                                      | 1973                                           |                                                         |                      |
| Chase                           |                                      | 1972                                           |                                                         | K. R. Dwyer          |
| The Dark of Summer              |                                      | 1972                                           |                                                         |                      |
| Dance with the Devil            |                                      | 1972                                           |                                                         |                      |
| Children of the Storm           |                                      | 1972                                           |                                                         |                      |
| A Darkness in My Soul           |                                      | 1972                                           |                                                         |                      |
| The Flesh in the Furnace        |                                      | 1972                                           |                                                         |                      |
| Starblood                       |                                      | 1972                                           |                                                         |                      |
| Time Thieves                    |                                      | 1972                                           |                                                         |                      |
| Warlock                         |                                      | 1972                                           |                                                         |                      |
| Legacy of Terror                |                                      | 1971                                           |                                                         | Deana Dwyer          |
| The Crimson Witch               |                                      | 1971                                           |                                                         |                      |
| Demon Child                     |                                      | 1971                                           |                                                         | Deana Dwyer          |
| Anti-Man                        |                                      | 1970                                           |                                                         |                      |
| Beastchild                      |                                      | 1970                                           |                                                         |                      |
| Dark of the Woods               |                                      | 1970                                           |                                                         |                      |
| Soft Come the Dragons           |                                      | 1970                                           |                                                         |                      |
| Hell's Gate                     |                                      | 1970                                           |                                                         |                      |
| The Dark Symphony               |                                      | 1969                                           |                                                         |                      |
| The Fall of the Dream Machine   |                                      | 1969                                           |                                                         |                      |
| Fear that Man                   |                                      | 1969                                           |                                                         |                      |
| Star Quest                      |                                      | 1968                                           |                                                         |                      |

### Bloemlezing
- Strange Highways (1994, verhalen) {heruitgebracht in september 2002}

### Verhalen
- "Black River" (1999)
- "Pinkie" (1998)
- "Trapped" (1989) {heruitgebracht als stripverhaal in 1992}
- "Graveyard Highway" (1987)
- "Twilight of the Dawn" (1987)
- "Miss Atilla the Hun" (1987)
- "Hardshell" (1987)
- "The Interrogation" (1987)
- "The Black Pumpkin" (1986)
- "The Monitors of Providence" {samenwerking} (1986)
- "Snatcher" (1986)
- "Weird World" (1986)
- "Down in the Darkness" (1986)
- "Night of the Storm" (1974) {heruitgebracht als stripverhaal in 1976}
- "We Three" (1974)
- "The Undercity" (1973)
- "Terra Phobia" (1973)
- "Wake Up To Thunder" (1973)
- "The Sinless Child" (1973)
- "Grayworld" (1973)
- "A Mouse in the Walls of the Global Village" (1972)
- "Ollie's Hands" (1972) {herzien en heruitgebracht in 1987}
- "Altarboy" (1972)
- "Cosmic Sin" (1972)
- "The Terrible Weapon" (1972)
- "Bruno" (1971)
- "Unseen Warriors" (1970)
- "Shambolain" (1970)
- "The Crimson Witch" (1970)
- "Beastchild" (1970)
- "Emanations" (1970)
- "The Mystery of His Flesh" (1970)
- "The Good Ship Lookoutworld" (1970)
- "Nightmare Gang" (1970)
- "A Third Hand" (1970)
- "Muse" (1969)
- "The Face in His Belly" Part Two (1969)
- "Dragon In the Land" (1969)
- "The Face in His Belly" Part One (1969)
- "Where the Beast Runs" (1969)
- "Killerbot" (1969) {herzien en heruitgebracht in 1977 als "A Season for Freedom"}
- "Temple of Sorrow" (1969)
- "In the Shield" (1969)
- "Dreambird" (1968)
- "The Twelfth Bed" (1968)
- "The Psychedelic Children" (1968)
- "To Behold the Sun" (1967)
- "Love 2005" (1967)
- "Soft Come the Dragons" (1967)
- "A Miracle is Anything" (1966)
- "Some Disputed Barricade" (1966)
- "This Fence" (1965)
- "The Kittens" (1965)

### Poëzie
- Every Day's a Holiday: Amusing Rhymes for Happy Times (2003)
- The Paper Doorway: Funny Verse and Nothing Worse (2001)
- The Reflector (1965-67)

### Film- en tv-bewerkingen
Niet al deze films dragen de goedkeuring van Koontz. In het bijzonder met Watchers II, Watchers III, Watchers Reborn en Frankenstein is hij niet erg blij.
- Odd Thomas (2013) - Anton Yelchin, Ashley Sommers en Leonor Varela
- Frankenstein (2004) - USA
- Black River (2001) - USA
- Sole Survivor (2000) - Fox - Billy Zane
- Phantoms(1998) - Peter O'Toole, Rose McGowan, Liev Schreiber, Ben Affleck en Joanna Going
- Watchers Reborn (1998) - New Horizon - Mark Hamill, Lisa Wilcox
- Mr. Murder (1998) - ABC - Stephen Baldwin, James Coburn
- Intensity (tv-film) (1997) - Fox - John McGinley, Piper Laurie
- Hideaway (1995) - Tristar - Jeff Goldblum, Christine Lahti
- Watchers III (1994) - New Horizons - Wings Hauser, Lolita Ronalos
- The Servants of Twilight (1992) - Trimark - Bruce Greenwood, Belinda Bauer
- The Face of Fear (1990) - CBS - Pam Dawber, Lee Horsley
- Whispers (1990) Cinepix - Victoria Tennant, Jean LeClere
- Watchers II (1990) Concord - Marc Singer, Tracy Scroggins
- Watchers (1988) (1988) - Concord - Corey Haim, Barbara Williams
- The Funhouse (1981) - Universal - Elizabeth Berridge, Cooper Huckabee
- The Intruder (circa 1979) - MGM - Jean-Louis Trintignant (Franse bewerking van Shattered)
- Demon Seed (1977) - MGM - Julie Christie, Fritz Weaver

## Trivia
- In 2020, enkele maanden na de uitbraak van het Wuhan-virus, gingen passages uit het boek The eyes of darkness viraal op sociale media waarin rond 2020 de komst van een Chinees  biologisch wapen wordt voorspeld met de naam Wuhan-400.[2]

- Bibsys: 90064125
- Biblioteca Nacional de Chile: 000164229
- Biblioteca Nacional de España: XX1037132
- Bibliothèque nationale de France: cb11909969g (data)
- CiNii: DA04163313
- Gemeinsame Normdatei: 119370123
- International Standard Name Identifier: 0000 0001 2032 7893
- Library of Congress Control Number: n79081582
- Nationale Bibliotheek van Letland: 000002739
- MusicBrainz: 75752712-05a3-4fbc-89db-c107a678454c
- Bibliotheek van het Japanse parlement: 00446114
- Nationale Bibliotheek van Tsjechië: jn19990004533
- Nationale bibliotheek van Australië: 35127667
- Nationale Bibliotheek van Israël: 987007310544405171
- Nationale en Universitaire bibliotheek Zagreb: 000049564
- Nederlandse Thesaurus van Auteursnamen: 074646427
- Réseau des bibliothèques de Suisse occidentale: 02-A003467785
- Russische Staatsbibliotheek: 000085364
- Istituto Centrale per il Catalogo Unico: CFIV108177
- LIBRIS: 194124
- SNAC: w6qv4h2k
- Système universitaire de documentation: 026952386
- Trove: 162753
- Virtual International Authority File: 110880758
- WorldCat: E39PBJdRwVT3F77CKhWMQrjt8C